# Années 1390
Les années 1390 couvrent la période de 1390 à 1399.

## Évènements

### Afrique
- 1394-1398 : sous le règne du maï Omar[1], les Kanembou (Tchad) se réfugient à l’ouest du lac Tchad pour échapper aux attaques des Boulala et des Sao à l’est. Ils créent le royaume de Bornou et de leur mélange avec les populations locales nait le peuple des Kanouri[2].

- Des marchands vénitiens atteignent l’Éthiopie à la fin du XIVe siècle. Ils mentionnent la ville d’Asmara et celle d’Axoum, où il y a une belle basilique dont l’intérieur est revêtu d’or : « c’est dans cette ville que sont couronnés tous les rois qui sont vassaux du Prêtre-Jean ». L’itinéraire nomme la province d’Angot (en)], puis celle du Choa, où réside le roi David, attesté de 1382 à 1411. Le manuscrit ajoute un bref lexique de mots éthiopiens authentiques[3].

### Asie
- 1389-1390 : Bayazid Ier (1389-1398) conquiert la plus grande partie de l’Asie Mineure : les émirats maritimes d’Aydin, Menteşe, Saruhan, la côte nord par la dépossession des émirs de Kastamonu, et la Karamanie[4]. Maître des côtes, il construit une flotte et s’attaque aux Hospitaliers de Smyrne, à Chios, à Négrepont, à l’Attique, et fait d’Antalya le premier port Ottoman de la Méditerranée.
- 1392 : début de la période Chosŏn en Corée[5].
- 1392-1393 : Tamerlan achève la conquête de la Perse et de l'Irak. Il attaque la Syrie mamelouk en 1401[6].
- 1398-1399 : affaiblissement du sultanat de Delhi en Inde. Tamerlan met le pays à sac[7].

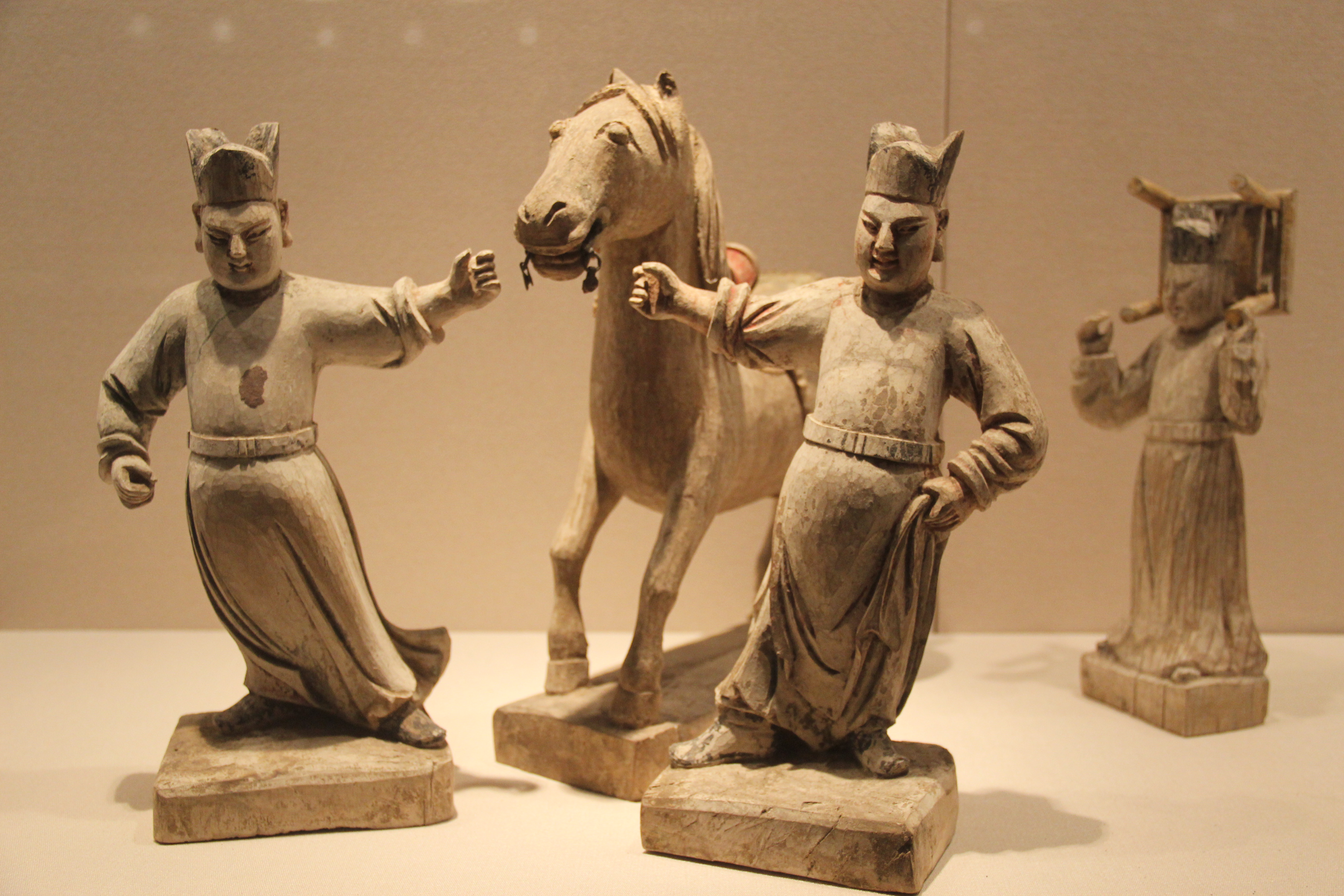
Figurines découvrtes dans la tombe du prince Ming Zhu Tan.

- Construction de la tombe de Zhu Tan (mort en 1389), fouillée en 1970-1971, prince de Lu à Zouxian (Shandong, Chine), dixième fils de l’empereur ming Hongwu. Elle contient des vêtements, des objets de laque, de nombreux rouleaux de soie peinte, une cithare datée de 1164, de nombreux incunables des XIIIe et XIVe siècles et une suite de 400 figurines de bois délicatement gravées[8].

### Europe
- 1388-1391 et 1394 : guerres entre Tamerlan et le khan de la Horde d'or Tokhtamysh[6].
- 1389-1393 : pause dans la guerre de Cent Ans[9].

- 1391-1394 : persécution des Juifs en Espagne (1391)[10]. Ils sont expulsés de Venise[11] et de France (1394)[12].
- 1392 : folie du roi Charles VI de France. Renvoi des Marmousets et gouvernement des oncles du roi[13].
- 1393-1395 : conquête de la Serbie, de la Thessalie et la Bulgarie par les Ottomans. Guerre contre la Valachie (fin en 1420). Durant l’hiver 1393-1394, le voïévode de Valachie Mircea l'Ancien (Mircea cel Batrin) lance une expédition contre une armée ottomane établie dans la Dobroudja. Il construit ou renforce plusieurs places fortes sur le Danube, dont la plus importante est Giurgiu, à 60 km au sud de Bucarest, sur une île du fleuve. À l'automne 1394 Bayezid Ier passe le Danube et impose comme prince Vlad Ier l'Usurpateur. Malgré une forte résistance, Mircea doit fuir en Transylvanie. En 1396, une croisade conduite par Sigismond de Hongrie est écrasée par les Turcs à la bataille de Nicopolis. Après la prise de Tarnovo par les Ottomans en 1393, les savants bulgares émigrent vers la Russie et la Serbie[14]. L’un d’eux, Constantin le Philosophe (en), écrira l’histoire de la Serbie aux XIVe et XVe siècles.
- 1394-1402 : Union seigneuriale contre Venceslas IV en Bohême[15].

- 1394 : l’université d'Avignon reçoit des étudiants provenant de 101 diocèses[16].
- 1395 : Tamerlan se retire de Russie. Reprise de l’expansion vers l’est des principautés russes[17].
- 1396 : troubles politiques dans la république de Gênes. Intervention du roi de France qui nomme un gouverneur[18].
- 1396-1399 : l’humaniste byzantin Manuel Chrysoloras (1350-1415) enseigne à l’université de Florence la langue et la littérature grecque (1396- 1399)[19].
- 1396-1402 : premier siège de Constantinople par les Ottomans (1394-1402)[20]
- 1397 : Union de Kalmar[13].
- 1398-1403 : échec de la soustraction d'obédience pour résoudre grand Schisme d'Occident[21].

## Personnages significatifs

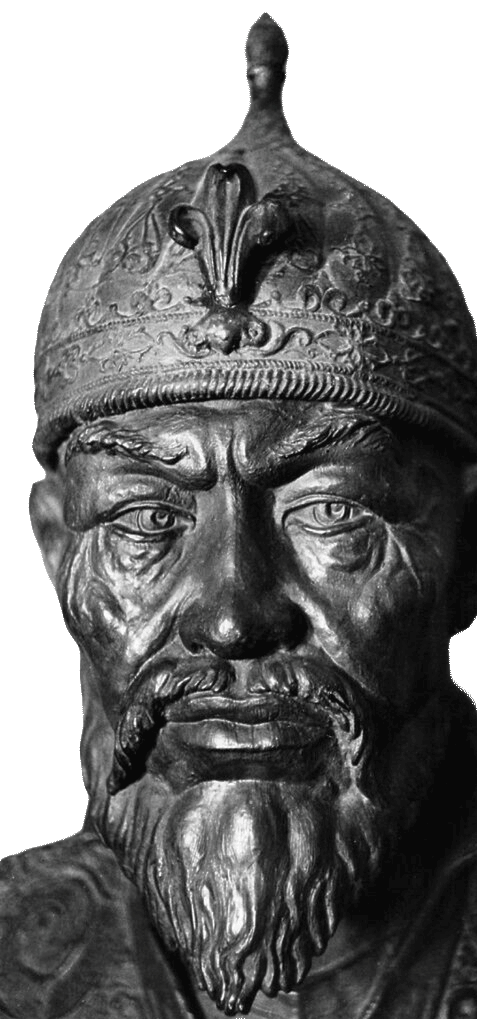
Tamerlan (ou Timur Lang, «Timur le boiteux»)

- Amédée VIII de Savoie - Art MacMurrough - Bayezid Ier - Boniface IX - Charles VI de France - Faraj - Henri III de Castille - Huitzilihuitl - Henri IV d'Angleterre - Jean de Gand - Jean IV de Bretagne - Jean VII Paléologue - Isabeau de Bavière - Jean Népomucène - Ladislas II Jagellon - Ladislas Ier de Naples - Louis Ier d'Orléans - Louis II d'Anjou - Manuel II Paléologue - Marguerite Ire de Danemark - Marie Ire de Sicile - Martin Ier de Sicile - Milica de Nemanja - Mircea Ier l'Ancien - Olivier V de Clisson - Philippe II de Bourgogne - Pedro de Luna - Robert III d'Écosse - Richard II d'Angleterre - Sigismond de Hongrie - Stefan Lazarević - Tamerlan - Venceslas Ier du Saint-Empire - Vytautas le Grand - Yoshimitsu Ashikaga